# Ezequiel Rodríguez (attore)
Ezequiel Agustin Rodríguez (11 aprile 1977) è un attore argentino.

## Biografia
Nato nel 1977, studia recitazione alla Escuela Nacional de Arte Dramático e con Julio Bocca, Javier Daulte, Julio Chávez e altre personalità argentine. Inizia la sua carriera nel 1988 con la seconda stagione della serie televisiva De carne somos e anche ad un film intitolato Las puertitas del Sr.Lopez. Nel 1992 tiene alcuni corsi di letteratura americana per la Fondazione Ortega e Gasset in Spagna e dopo essere tornato nel suo paese d'origine è assistente di produzione in alcuni sceneggiati televisivi. In seguito partecipa ad alcune serie televisive come Sei forte papà, Gerente de familia e Hombres de ley e anche alcuni ruoli in teatro e in cinema. Inizia nel 1998 le registrazione per la serie Verano del '98 ma lascia a causa della sua partecipazione nel, in cui è protagonista, intitolato El camino del 2000 insieme a Antonella Costa. In teatro ha invece preso parte alle opere Besame mucho dal 2001 al 2003, dove Rodríguez è nel cast co-protagonista. Precedentemente ha avuto piccoli ruoli in La edad del sol e El mundo contra mí.
Nel 2011 ha vinto un premio al New York Film Festival come miglior attore internazionale per El Pozo, film di cui è stato protagonista nello stesso anno. Nel novembre 2012 è stato premiato del Premio Teatro del Mundo. Tra il 2012 e il 2013 è Pablo in Violetta. Ha anche lavorato nel 2016 in Soy Luna. Nel 2023 interpreta il ruolo del protagonista Pedro nel film When Evil Lurks.

## Filmografia

### Televisione
- De carne somos (1988)
- Hombres de ley (1989)
- Sei forte papà (Grande pá) (1990)
- Superclán (1990)
- El gordo y el flaco (1991)
- Gerente de familia (1993-1995)
- Montaña rusa (1996)
- Verano del '98 (1998)
- Luna salvaje (2001)
- PH (Propiedad Horizontal) (2002)
- Costumbres argentinas (2003)
- Los pensionados (2004)
- Conflictos en red (2005)
- Mujeres de nadie (2007)
- Teen Angels (Casi Angeles) (2010)
- Peter Punk (2011)
- Violetta (2012-2013)
- Taxxi, amores cruzados (2013-...)
- Soy Luna (2016-2018)
- Five Stars (Las Estrellas) (2017)

### Cinema
- Il giardino segreto del signor Lopez (Las puertitas del Sr.Lopez), regia di Alberto Fischerman (1988)
- Tres alegres fugitivos, regia di Enrique Dawi (1988)
- Veredicto final, regia di Jorge Darnell (1996)
- El mundo contra mi, regia di Beda Docampo Feijóo (1997)
- La edad del sol, regia di Ariel Piluso (1999)
- El camino, regia di Javier Olivera (2000)
- Marisol, regia di Mariano Biasin (2005)
- Clarisa ya tiene un muerto, regia di  Juan Pablo Martínez (2008)
- El pozo, regia di Rodolfo Carnevale (2011)
- Días de vinilo, regia di Gabriel Nesci (2011)
- When Evil Lurks, regia di Demián Rugna (2023)

### Teatro
- La vida es sueño, diretto da Daniel Suárez (1997)
- Gore, diretto da Javier Daulte (2000-2002)
- Besame mucho, diretto da Javier Daulte (2001-2003)
- Bizarra, diretto da Rafael Spergerburd (2003)
- Bionica, diretto da William Prociuk (2007-2008)
- Testigos, diretto da Joaquin Bonet (2007-2008)
- Sin voz, diretto da Gabriela Izcovich (2008)
- Magica, diretto da William Prociuk (2009)
- Vestuario, diretto da Javier Daulte (2010-2011)
- Antes de que Llegue Noviembre, diretto da A. Gutierrez (2011)
- La Edad de Oro, diretto da Jakob-Mendilaharzu (2011-2012)
- Macbeth, diretto da Javier Daulte (2012)

## Premi e candidature
- New York Film Festival
  - 2011 Miglior attore internazionale per El Pozo[6].

- Premio Teatro del Mundo
  - 2012

## Doppiatori italiani
Nelle versioni in italiano dei suoi film, Ezequiel Rodríguez è stato doppiato da:
- Gabriele Sabatini in Violetta[9].